# Religija u Rusiji
Religija u Rusiji zastupljena je s nekoliko vjerskih zajednica.

## Povijest
Do dolaska kršćanstva, stanovništvo je štovalo lokalne poganske bogove. Rimska se vlast ovdje nije osjetila niti pravo širenje rimske religije. Bosporsko Kraljevstvo je imalo grčku vjeru, a utjecaj rimske vjere u toj mjeri što je bila rimska klijentska država. Kazari su usvojili judaizam. 
Pokrštenje je došlo nešto kasnije. Pokrštavanje Rusije je došlo preko Bizanta. Pokršteni su do 12. stoljeća. Na rubnim prostorima na istoku bile su poganske i islamske države (Krimski Kanat, Zlatna Horda, Pečenezi i dr.). Velika šizma ostavila je Rusiju s istočne strane. Rusija tradicijski pripada istočnoj, pravoslavnoj Crkvi. Na zapadu su bile katoličke države poput Poljske i poganski baltički narodi. Pravog doticaja s protestantima nisu imali. 
Osmanska osvajanja nisu u pravom smislu zahvatila Rusiju. Muslimani, uglavnom suniti, dolazili su s istoka, a u sastav ruske države ušli su ruskim osvajanjima Kavkaza i širenjem na istok. Osvajanjem Kavkaza u Rusiju dolaze i monofizitski kršćani. Osvajanjima na istoku u Rusiju ulaze budisti i animističke i šamanske vjere osvojenih sibirskih naroda. Diobom Poljske, u sastav ruske države ulaze brojni grkokatolici te katolici. Ruske su vlasti vršile veliki pritisak na grkokatolike s područja Bjelorusije i Ukrajine. 
Ruski pravoslavci doživjeli su podjelu, pri čemu su starovjerci ostali manjina i mnogi su pobjegli u pusta područja na istok ili izvan Rusije (Lipovjani). Broj katolika i protestanata nešto se povećao kad su ruski carevi dovodili majstore sa Zapada radi gospodarskog i vojnog unaprjeđenja ruske države. Rusko Carstvo vršilo je pritisak na židovske vjernike, koje je ograničio na naseljavanje u područje naseljavanja na zapadu zemlje, danas velikim dijelom u sastavu drugih država; Židovima je izvan tog područja bilo ograničeno kretanje. Židovi su pretrpili velike gubitke zbog pogroma i poslije u Holokaustu u drugom svjetskom ratu u okupiranim područjima. 
Sovjetska vlast donijela je snažnu ateizaciju društva, od koje se rusko društvo do danas nije u potpunosti oporavilo. Manjinski katolici bila su osobita meta progona, zatim grkokatolici, a ni pravoslavna Crkva nije prošla dobro. Brojni su vjerski objekti srušeni. Vrijeme staljinizma osobito je bilo pogubno za vjeru. Prije, tijekom i neposredno nakon drugog svjetskog rata brojni su nepodobni i sumnjivi narodi deportirani u gulage, ili u naselja u Sibir i srednjoazijske republike. Dio se vratio u stari kraj poslije poboljšanja prilika nakon liberalizacija u sovjetskom društvu.
Padom komunizma društvo se vraća vjeri, ali posljedica sedam desetljeća komunizma je velik broj osoba bez vjere i vjernika koji ne prakticiraju vjeru. Rusija službeno kao tradicijske vjere priznaje pravoslavlje, islam, judaizam i budizam. Raspadom SSSR-a i padom komunizma, prije ekonomskog uspona Kine, nepoznat broj Kineza nepoznate vjere prešao je rusko-kinesku granicu i nastanio se području Rusije.
Danas je većinom pravoslavna, a na istoku i na Kavkazu mnoštvo je muslimana (Tatari i drugi). Pravoslavni su Rusi i drugi slavenski narodi, te manjine iz drugih bivših sovjetskih republika koje su se doselile u Rusku Federaciju. Budisti su Kalmici. Židovi su u velikim gradovima te na krajnjem istoku u Židovskoj autonomnoj republici. Katolici i protestanti su uglavnom u velikim gradovima europskog dijela Rusije te u sibirskom dijelu gdje su bili deportirani nepodobni narodi.

## Vjerska struktura
Procjene koje navodi CIA za 2006. godinu govore o sljedećem vjerskom sastavu, a odnose se na vjernike koji prakticiraju vjeru:
- pravoslavni (Ruska pravoslavna Crkva i ostale pravoslavne Crkve) 15 – 20%
- muslimani 10 – 15%
- ostali kršćani 2%

## Galerija
- Širenje kršćanstva u Europi i na Sredozemlju.
- Europa u doba velike podjele 1054. godine.
- Religija u Europi, na Sredozemlju i na Bliskom Istoku 1100.
- Zapadni raskol. Pristaše avignonskog (crveno) i rimskog (plavo) pape. 1409. slika se mijenja pojavom pisanskog pape. Zemljovid još nije potpun i točan.
- Religije u Europi 1560.